# Cordia ecalyculata
El bugre, colita, gomita o café do mato (Cordia ecalyculata) es un árbol de la familia Boraginaceae nativa de Argentina, Brasil y Paraguay.

## Descripción
Crece hasta 8 a 12 m de altura, con un tronco 30 a 40 cm de diámetro. Las hojas son simples, lisas y brillantes y miden 5,5 a 13,0 cm de largo por 2.5 a 3.5 cm de ancho. Floración blancuzca o crema en racimos volteados hacia arriba. Fruto redondo, liso, amarillo, de color rojizo cuando está maduro, con pulpa viscosa alrededor de la semilla, ligeramente dulce. Se sabe que contiene cafeína, potasio, alantoína y ácido alantoideo.

## Uso medicinal
La medicina tradicional le atribuye a la infusión de las hojas o de la cáscara del fruto propiedades como diurético, supresor del apetito. Científicamente, se ha comprbado que las hojas disueltas en agua causan un efecto hipolipemiante en ratas normales.
Ha sido probada en laboratorio su eficacia como antiviral. Un extracto parcialmente purificado de la planta entera de  bugre mostró un efecto inhibitorio del virus del herpes tipo 1 (HSV-1).

## Taxonomía
Cordia ecalyculata fue descrita por José Mariano da Conceição Vellozo  y publicado en Fl. Flumin. 96 1829.
Etimología
Cordia: nombre genérico otorgado en honor del botánico alemán Valerius Cordus (1515-1544).
ecalyculata: epíteto latino 
Sinonimia
- Cordia coffeoides Warm
- Cordia digynia Vell.
- Cordia leptocaula Fresen.
- Cordia roxburghii C.B.Clarke
- Cordia salicifolia Cham.
- Gerascanthus ecalyculatus (Vell.) Borhidi
- Gerascanthus roxburghii (C.B.Clarke) Borhidi
- Gerascanthus salicifolius (Cham.) Borhidi
- Lithocardium roxburghii Kuntze
- Lithocardium salicifolium Kuntze[8]